# 193
193 је била проста година.

## Догађаји
- 1. јануар — Година пет царева: Римски сенат се састаје дан након убиства цара Комода и бира Публија Хелвија Пертинакса за његовог наследника. Пертинакс, који на престо долази против своје воље, присиљен је да предузме хитне и непопуларне мере како би обновио исцрпљене државне финансије и побољшао озбиљно нарушену дисциплину у римској војсци.
- Настојећи да реорганизује државне финансије, Пертинакс укида популарне програме расподеле хране које је увео цар Трајан, а што изазива дубоко незадовољство у Риму, укључујући и припаднике преторијанске гарде.
- 28. март — Преторијанска гарда је убила цара Пертинакса и потом продала римски престо најиздашнијем понуђачу, сенатору Дидију Јулијану.
- 9. април — Војног команданта Луција Септимија Севера његове трупе у Илирику проглашавају за новог цара. Након тога Север са 16 легија започиње поход на Рим.
- Независно од Септимија Севера, на крајњем западу Царства се новим римским царом проглашава Клодије Албин, гувернер Британије, док се на Истоку новим царом проглашава гувернер Сирије, Песценије Нигер. Обојица уживају подршку трупа под својом командом.
- 1. јун — Септимије Север са својим трупама улази у Рим и наређује погубљење Јулијана. Настојећи да консолидује власт, уклања дотадашње људство преторијанске гарде коју ће заменити њему верних 15.000 војника који су дотада служили у легијама на Дунаву. Доласком Септимија на власт у Риму отпочиње владавина нове Северовске династије.
- Септимије Север склапа споразум са Клодијем Албином који га признаје за цара у замену за титулу Цезара и власт над западним провинцијама. Песценије Нигер, међутим, настоји да заузме Рим, што доводи до грађанског рата између њега и Севера.
- Користећи хаос у Римском царству, бритска племена нападају, заузимају и оштећују Хадријанов зид, кога ће касније поправити римски легионари.
- Трупе одане Септимију Северу се сукобљавају са трупама Песценија Нигера у Малој Азији и наносе им пораз у биткама код Кизика и Никеје.

## Смрти
- 28. март — Пертинакс, римски цар (р. 126)
- 1. јун — Дидије Јулијан, римски цар (р. 133)